# Robert Graham (nobile)
Sir Robert Graham di Kinpoint (... – Stirling, aprile 1437) è stato un nobile scozzese.
Fu uno dei cospiratori chiave nell'assassinio del re Giacomo I di Scozia, nonché, secondo alcuni, suo uccisore materiale.

## Inizi

### Famiglia
Robert Graham era il terzo figlio di Patrick Graham, signorotto di Kincardine. Frequentò l'Università di Parigi nell'ultimo decennio del XIV secolo, forse in preparazione al sacerdozio; nel 1399 tuttavia sposò una tale Marion Oliphant, dalla quale ebbe un figlio di nome Thomas.
Il fratello di Robert, sir Patrick Graham (morto nel 1413), acquisì la contea di Strathearn attraverso il suo matrimonio nel 1406 con Eufemia Stewart, contessa di Strathearn. Robert, dopo la sua morte, divenne tutore del nipote Malise Graham. Veniva descritto come "un gran gentiluomo... di grande arguzia ed eloquenza, molto intelligente ed esperto nelle leggi".

### Contro il re
I Graham erano sostenitori di Roberto Stewart, duca di Albany, e poi di suo figlio Murdoch. Quando Murdoch e i suoi due figli furono giustiziati da Giacomo I nel 1425, Robert Graham fu a sua volta imprigionato nel castello di Dunbar, ma fu liberato nel 1428. Dopo l'arresto di Robert Giacomo privò il nipote Malise della contea di Strathearn, col pretesto che l'aveva ereditata da sua madre. A quel tempo Malise era minorenne ed era tenuto in ostaggio in Inghilterra, cosicché non poté opporsi alla decisione del re. Probabilmente furono queste azioni ostili contro la sua famiglia a causare il forte risentimento di Robert nei confronti del monarca.
La contea fu concessa a Walter Stewart, conte di Atholl, figlio di Roberto III di Scozia e zio di Giacomo I. Robert, una volta rilasciato, si adeguò al nuovo status quo e cominciò a servire Walter Stewart.
Walter era l'erede apparente al trono (il futuro Giacomo II sarebbe nato solo nel 1430); in aggiunta, sebbene fosse solo un lontano parente, nel giro di pochi anni il giovane Malise Graham divenne a sua volta erede di Walter, i cui figli gli erano premorti entro il 1436. Walter e Robert covavano entrambi del risentimento contro il re, e fecero quindi causa comune per spodestare e uccidere Giacomo e usurparne il trono.

## L'assassinio di Giacomo I

### La congiura
« ... Yitte dowte I nott but theat yee schulle see the daye and tyme that ye schulle pray for my sowle, for the grete good that I have done to yow, and to all this reume of Scotteland, that I have thus slayne and deliverde yow of so crewell a tyrant...
 
 ... Eppur non dubito che vedrete il giorno e l'ora in cui pregherete per la mia anima, per il grande favore che ho fatto a voi, e a tutti in questo reame di Scozia, uccidendo e liberandovi da un tiranno così crudele...»

— sir Robert Graham (originale in scots e traduzione)
Nel 1436, dopo una disastrosa spedizione contro la roccaforte inglese di Roxburgh, Robert Graham denunciò il monarca in Parlamento e tentò di farlo arrestare. Per quest'azione fu arrestato e imprigionato, ma riuscì a fuggire. Ormai compromesso, sir Graham si accordò con Walter Stewart e suo nipote Robert per agire al più presto.
La notte del 20 febbraio 1437 Giacomo alloggiava nel convento domenicano di Perth. Robert Stewart introdusse quindi i cospiratori, capeggiati da Robert Graham e suo figlio Thomas, nel convento. Sebbene il re si fosse accorto della presenza degli assassini e avesse tentato di scappare attraverso le fogne, venne poco dopo raggiunto e pugnalato a morte (alcune fonti dicono da sir Robert Graham in persona).

### La fine
Gli assassini allora, ucciso il re, fuggirono, senza tuttavia eliminare la regina Giovanna Beaufort. Ciò si dimostrò un errore fatale: la regina assunse rapidamente il potere come reggente per il giovane Giacomo II, e denunciò pubblicamente gli assassini del marito. I cospiratori non riuscirono a trovare il sostegno che si erano aspettati, venendo ben presto tutti catturati e brutalmente uccisi. Robert Graham fu scoperto nel Perthshire e portato a Stirling, dove fu giustiziato in aprile.

## Sviluppi successivi
Nel contenzioso seicentesco che William Graham, conte di Menteith, ebbe con la Corona circa la contea di Strathearn, il conte usò proprio la sua discendenza da Malise Graham per avanzare pretese sul contado toltogli a suo tempo da Giacomo I. Le autorità tuttavia sostennero che riconoscere la sua pretesa sarebbe stata una giustificazione del regicidio di sir Robert Graham, in parte derivato proprio da quella confisca. William Graham riuscì ad ottenere la contea di Strathearn nel 1631, ma gli venne revocata nel 1633; come compensazione venne allora creata la contea di Airth appositamente per lui.
Alcuni storici recenti hanno tuttavia dubitato che le confische fatte a Malise Graham fossero una motivazione sufficiente per spiegare il risentimento di Sir Robert.